# Celleporaria magnirostris
Celleporaria magnirostris är en mossdjursart som först beskrevs av William MacGillivray 1888.  Celleporaria magnirostris ingår i släktet Celleporaria och familjen Lepraliellidae. Inga underarter finns listade i Catalogue of Life.